# Beatrice Monroy
Beatrice Monroy (Palermo, 1953) è una scrittrice e drammaturga italiana.

## Biografia
Beatrice Monroy è nata e vive a Palermo, dopo avere trascorso molti anni in varie città italiane e all'estero: Francia e Stati Uniti. È figlia del genetista Alberto Monroy e di Anna Oddo Monroy .
È autrice di racconti, testi teatrali e romanzi. Nel 2005 ha scritto il poema Portella della Ginestra. Indice dei nomi proibiti, in cui rievoca la strage di Portella della Ginestra del primo maggio 1947. Nel 2012 viene pubblicato Niente ci fu, dedicato alla storia di Franca Viola che si ribellò al matrimonio riparatore in Sicilia. Franca Viola, intervistata da Concita De Gregorio, ha raccontato la sua verità su questa sua vicenda biografica, prendendo le distanze dall'opera che, a suo dire, aveva stravolto e distorto i fatti..Il romanzo Oltre il vasto oceano: memoria parziale di bambina è stato candidato al Premio Strega nel 2014 ed ha vinto il Premio Kaos 2014. L'anno seguente, 2015, la scrittrice pubblica il romanzo Dido: operetta pop, viaggio di una moderna Didone "a metà strada fra l'epico e il comico, la leggenda e la realtà, il mito e la contemporaneità".
Beatrice Monroy collabora con RaiRadio3, dirige per "La meridiana" una collana editoriale dal titolo Passaggi di donne ed ha condotto laboratori di scrittura destinati alle donne vittime di violenza. Insegna drammaturgia alla scuola delle Arti e dei mestieri dello Spettacolo del Teatro Biondo Stabile di Palermo diretto da Emma Dante.

## Opere
- Uccisioni stesso luogo stessa gente, Massa Carrara, Società editrice apuana, 1990
- Noi, i palermitani, Genova, Marietti, 1991, ISBN 978-8821168918
- Palermo in tempo di peste, Palermo, Edizioni della Battaglia, 1992
- Barbablu : il volo il delitto, Palermo, Edizioni della battaglia, 2002
- Portella della Ginestra. Indice dei nomi proibiti, presentazione di Carmelo Diliberto, prefazione di Gianguido Palumbo, introduzione di Fabrizio Loreto, Roma, Ediesse, 2005, ISBN 978-8823010482
- Carmelo e gli altri : un racconto, Roma, Liberetà, 2006
- Tutti in scena : manuale per laboratori di teatro e drammaturgia, Molfetta, La meridiana, 2010, ISBN 978-8861531345
- Elegia delle donne morte, Marsala/Palermo. Navarra, 2011 ISBN 978-88-95756-48-6
- Niente ci fu, Beatrice Monroy, Molfetta, la Meridiana, 2012, ISBN 978-8861532724
- Ragazzo di razza incerta, Molfetta, La meridiana, 2013, ISBN 978-8861533752
- Oltre il vasto oceano : memoria parziale di bambina, Roma, Avagliano, 2013, ISBN 978-8883093760
- Dido: operetta pop, Roma, Avagliano, 2015, ISBN 978-8883092930
- Minuscolo: ovvero Mirò si racconta ai bambini. Opera in due atti con musiche di Salvatore Passantino. Prima esecuzione mondiale 6 novembre 2017, Teatro Massimo di Palermo